# The Robbery at Old Burnside Bank
The Robbery at Old Burnside Bank è un cortometraggio muto del 1912 diretto da Frank Wilson. 
Si conoscono pochi dati del film che, prodotto dalla Hepworth, fu distrutto nel 1924 dallo stesso produttore. Cecil M. Hepworth, in gravi difficoltà finanziarie, giunse a tanto per poter recuperare il nitrato d'argento della pellicola.

## Trama
Dopo una rapina in banca, la polizia insegue i rapinatori, catturandoli dopo uno scontro a fuoco sul treno.

## Produzione
Il film fu prodotto dalla Hepworth.

## Distribuzione
Distribuito dalla Hepwix, il film - un cortometraggio di circa 228 metri - uscì nelle sale cinematografiche britanniche il 20 giugno 1912.